# GfK娱乐榜单
GfK娱乐榜单 是德国的官方音乐榜单。该榜单由GfK娱乐有限责任公司（GfK Entertainment GmbH）〔前称媒体控制有限责任公司（Media Control GmbH）与媒体控制GfK国际有限责任公司（Media Control GfK International GmbH）〕代表聯邦音樂產業協會（Bundesverband Musikindustrie）统计发布。GfK娱乐不仅会发布百强专辑和单曲榜单，还会发布各类曲风的分榜单。2014年3月，由于遭到Media Control AG的提告，媒体控制GfK国际有限责任公司更改至今名。
榜单发布的途径有许多，包括VIVA音乐频道与瑞士音乐榜官方网站。此外，MusicLoad和MIX 1也会每周在线上发布榜单。在GfK娱乐的官方网站上也能查阅到榜单的存档。